# سیکور
سیکور (انگلیسی: SEACOR) شرکت خدمات نفتی آمریکایی است، که در سال ۱۹۶۹ تأسیس شد.